# Orontes (Fluss)
Der Orontes oder Asi (arabisch نهر العاصي Nahr al-ʿAsi, DMG Nahr al-ʿĀṣī, türkisch Asi Nehri, griechisch Ορόντης) ist ein 571 km langer Fluss im Libanon, Syrien und der Türkei.

## Name
In der Türkei nennt man den Fluss auch Ters akan nehir, was auf Deutsch „verkehrt fließender Fluss“ bedeutet. Arabisch Nahr heißt „Fluss“, al-ʿĀṣī „der Widerspenstige, Widersetzliche“ und weist auf seine wilde Strömung hin.
Strabon gab in seinen Geographika an, dass der syrische Fluss Typhon Orontes genannt wurde, weil Orontes I. diesen Fluss überquert hatte, wohl während des Krieges gegen Euagoras I. von Salamis. Davor war der Fluss unter den Namen Typhon, Drakon und Ophites bekannt. Diese Namen, die im altgriechischen die Bedeutung Schlange haben, gehen auf eine lokale Sage zurück.

## Geografie
Der Orontes entspringt einer Karstquelle in der Bekaa-Ebene (Libanon) nördlich der Stadt Baalbek und wird durch die Schmelzwässer des Libanon und des Anti-Libanon gespeist. Seine größten Nebenflüsse sind der Afrin (Nahr Afrin) und der Kara Su (türkisch Schwarzwasser). Das Einzugsgebiet beträgt 23.000 Quadratkilometer. Der Fluss führt das meiste Wasser im März, am Pegel von Dschisr asch-Schugur werden dann durchschnittlich 30 m³/s gemessen.
Der Oberlauf umfasst das Talbecken von Homs. Der Orontes fließt hier in nördlicher Richtung durch die Städte Homs und Hama in Syrien, wo verschiedene Staudämme die Bewässerung fruchtbarer Täler ermöglichen, unter anderem die Zeyzoun-Talsperre. Der Mittellauf umfasst die Ebenen von Aharna und Ghab. Die Ghab-Ebene trennt das Bergmassiv des Dschebel Ansariye im Westen vom nordsyrischen Kalksteinmassiv im Osten. Nach dem Übertritt in die türkische Provinz Hatay ändert der Fluss gleich hinter der Grenze östlich der Stadt Antakya, dem antiken Antiochia am Orontes, seine Fließrichtung, wendet sich nach Westen und mündet bei Samandağ in das Mittelmeer. In diesem Abschnitt fließt der Orontes scheinbar verkehrt herum, eine optische Täuschung, die durch das niedrige Wasser und starke Winde entsteht. In der Antike war der Unterlauf teilweise schiffbar.
Der Fluss ist bis zum 1937 erbauten Quattine-Staudamm an der libanesischen Grenze relativ sauber, wird aber in seinem Mittellauf zunehmend durch Abwässer verschmutzt. Der Stickstoffgehalt nimmt zu, während der Gehalt an freiem Sauerstoff und der pH-Wert abnehmen. Der Stausee von ar-Rastan wirkt als Sedimentfalle. Durch die Ableitung zahlreicher Bewässerungssysteme ist der Unterlauf des Flusses stark versalzt. Außerdem kommt es oft zu Algenblüten.

## Geologie
Bis zum mittleren Tertiär bildeten Libanongebirge und der Dschebel Ansariye bis in die Berge der Provinz Hatay eine durchgängige Bergkette und eine Wasserscheide für den Orontes und den Afrin, die beide nach Osten in den Euphrat entwässerten. Die Öffnung zum Mittelmeer bei Antakya entstand erst im Spätpliozän. Der Flusslauf bildet von der Bekaa-Ebene über die Ghab-Ebene die nördliche Fortsetzung des Jordangrabens und den nördlichen Ausläufer des Afrikanischen Grabenbruchs.

## Geschichte

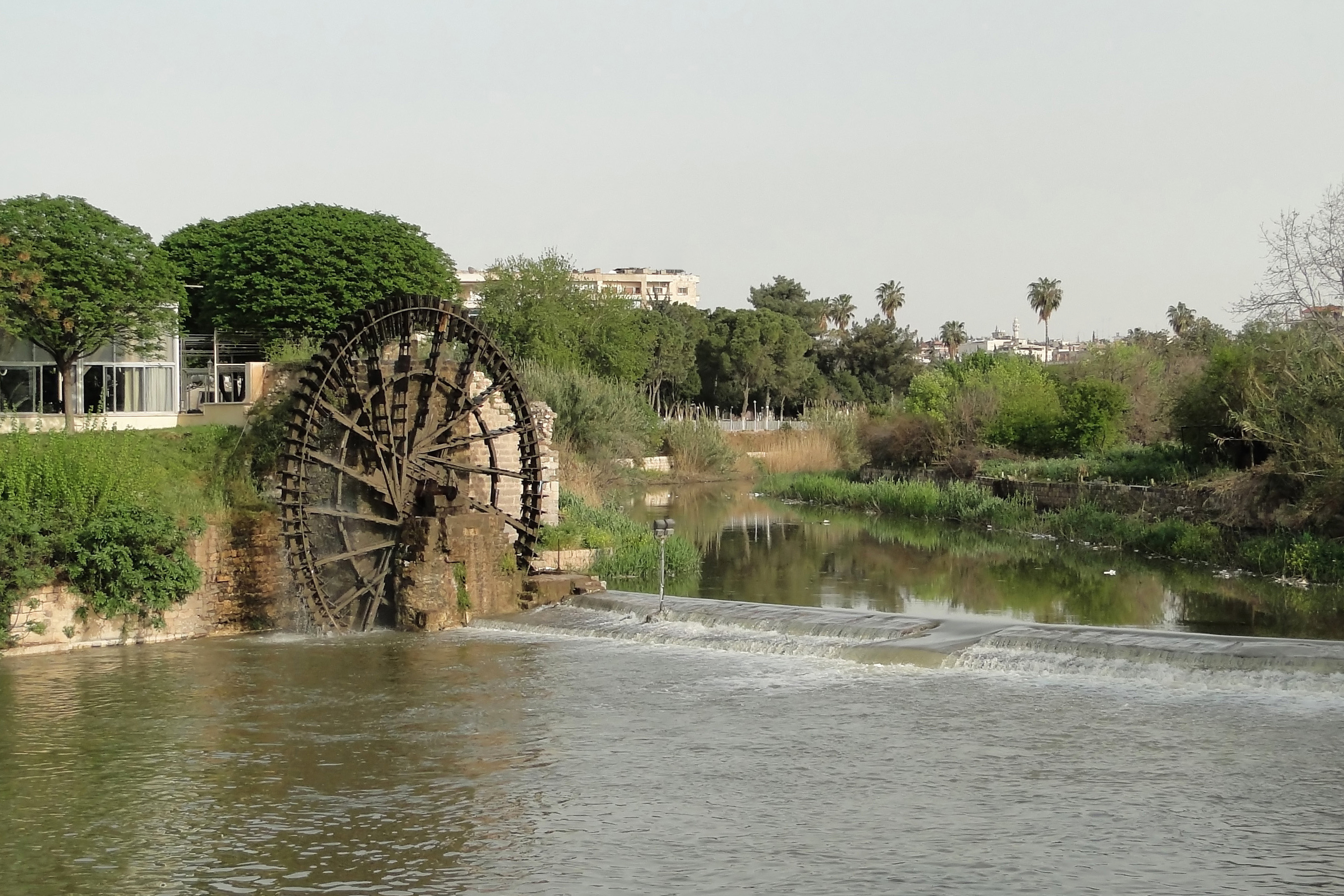
Schöpfrad in Hama

Erste Dämme wurden laut Strabo bereits durch die Ägypter errichtet. Der Staudamm bei Qattinah, der den See von Homs aufstaut, stammt aus römischer Zeit und wird bis heute genutzt.
Der Orontes wird von Plinius und Strabo beschrieben.
Als Schlacht am Orontes werden die Schlacht bei Kadesch 1274 v. Chr. zwischen Ramses II. und dem Hethiterkönig Muwatalli II. oder die Schlacht 94 v. Chr. zwischen den Seleukiden Antiochos XI. und Antiochos X. Eusebes bezeichnet.
In den Dionysiaka des Nonnos von Panopolis wird im 17. Gesang berichtet, dass es auf dem Indienzug des Dionysos zur Schlacht mit Orontes, dem Schwiegersohn des Inderkönigs Deriades, kommt. Im Kampf gegen den Gott fällt Orontes und stürzt in den Fluss, der nach ihm seinen Namen trägt.

### Syrischer Bürgerkrieg
Am 4. Juli 2011 wurde die verstümmelte Leiche des bis dahin unbekannten Ibrahim Qaschusch in der Nähe von Hama aus dem Fluss geborgen. Unter Berufung auf später dementierte Informationen aus Oppositionellenkreisen wurde Qaschusch anschließend weltweit als angeblich vom Geheimdienst aus Rache ermordeter Sänger des bekanntesten Protestlieds der Revolution bekannt.
Am 13. Oktober 2016 ertrank der Rebellenanführer Abu Jafar Al-Homsi bei Darkusch, nordwestlich von Idlib, im Fluss. Nach Aussage von Zeugen sei sein Tod unter mysteriösen Umständen geschehen, die Untergruppe der Freie Syrische Armee, der Al-Homsi angehörte, sprach jedoch von einem Unfall.